# Магассоуба, Нанфадима
Нанфадима Магассоуба — гвинейский борец за права женщин и политический деятель. Возглавляла Национальную коалицию Гвинеи за права и гражданство женщин (CONAG-DCF), а с 2013 года является членом Национальной ассамблеи Гвинеи.

## Биография
Магассоуба родилась в префектуре Кандара. Хотя она работала в профсоюзах и общественных организациях в течение трех десятилетий, широкое признание она получила как президент CONAG-DCF. Под руководством Магассуби CONAG получил национальный статус ведущей организации по защите женских прав и был признан консультативной группой при ООН.
На выборах 2013 года её избрали членом Национальной Ассамблеи Объединения народа Гвинеи (ОНГ). Она была министром национальной солидарности и продвижения женщин и детей в Гвинее. Отмечена за содействие победе Альфы Конде в Кундаре на президентских выборах в Гвинее 2015 года, Магассоуба продолжала активно действовать на должности представителя RPG Rainbow Alliance в Кандаре. В июне 2016 года её назначили вместо Мамади Диавари на должность председателя делегаційної комиссии RPG Rainbow Alliance.
В мае 2017 года Магассоуба приняла участие в 4-м Форуме африканских политических лидеров в Йельском университете.
Магассоуба была президентом союза женщин-парламентариев до того, как её сменила на этой должности в июле 2016 года Фатумата Бинта Диалло из Союза демократических сил Гвинеи. Как женщина-парламентарий, она высказалась против легализации многожёнства в Гвинеи. 29 декабря 2018 года вместе со всеми 26 женщинами-членами парламента Магассоуба отказалась голосовать за изменения в Гражданский кодекс, которые легализовали многоженство, запрещенное с 1968 года:
«Наши матери, тети и бабушки боролись за этот запрет. Нет никаких сомнений вернуться к этим достижениям. Мы хотим двигаться вперед».